# Treron phoenicopterus
Il piccione verde piedigialli, piccione verde zampegialle o colombo malese (Treron phoenicopterus Latham, 1790) è un uccello della famiglia dei Columbidi diffuso in India e nel Sud-est asiatico.

## Tassonomia
Comprende le seguenti sottospecie:
- T. p. phoenicopterus (Latham, 1790) - Pakistan orientale, India settentrionale, Bangladesh e India nord-orientale;
- T. p. chlorigaster (Blyth, 1843) - India centrale e meridionale;
- T. p. phillipsi Ripley, 1949 - Sri Lanka;
- T. p. viridifrons Blyth, 1846 - Cina sud-occidentale, Myanmar e Thailandia nord-occidentale;
- T. p. annamensis (Ogilvie-Grant, 1909) - Thailandia orientale, Laos meridionale, Vietnam meridionale.